# Mani (peuple)
Pour les articles homonymes, voir Mani, Mos et Tonga (homonymie).
Les Mani, encore appelés Mos ou Tonga, sont une population autochtone du sud de la Thaïlande, apparentée aux Orang Asli de Malaisie. Au nombre de 300, ils vivent dans la province de Satun.

## Langue
La langue des Mani est le tonga, qui appartient au groupe dit des langues asliennes de la branche môn-khmer des langues austroasiatiques. Elle serait proche du kensiu mais pourrait être éteinte. 
Elle serait également parlée dans le nord-ouest de la Malaisie péninsulaire, dans le nord du district de Kaki Bukit (6° 39′ 00″ N, 100° 12′ 00″ E) dans l'État de Perlis.